# Sándor Csörgő
Sándor Csörgő (Egerfarmos, 16 de julho de 1947 — Szeged, 14 de abril de 2008) foi um matemático húngaro.
Seus principais campos de interesse foram probabilidade, estatística matemática e desenvolvimento assintótico. Conduziu pesquisas fundamentais sobre o paradoxo de São Petersburgo.
Foi membro da Academia de Ciências da Hungria e professor da Universidade de Szeged.